# Gouvernement Abbas
IIIe République
Yoadimnadji Nadingar I
Le Gouvernement Youssouf Saleh Abbas est le gouvernement de la république du Tchad du 23 avril 2008 au 5 mars 2010,.

## Composition

### Initiale (23 avril 2008)
La composition est la suivante
| Portefeuille | Nom | Nom                              | Parti |
| --- | --- | -------------------------------- | ----- |
| Premier ministre                                                                                                   |     | Youssouf Saleh Abbas             |       |
| Ministre de la Défense nationale                                                                                   |     | Kamougué Wadal Abdelkader        |       |
| Ministre des Relations extérieures                                                                                 |     | Moussa Faki Mahamat              |       |
| Ministre de la Justice, Garde des Sceaux                                                                           |     | Jean Bawoyeu Alingue             |       |
| Ministre de la Communication, Porte-parole du Gouvernement                                                         |     | Mahamat Hissein                  | MPS   |
| Ministre des Infrastructures                                                                                       |     | Adoum Younousmi                  | MPS   |
| Ministre de l’Intérieur et de la Sécurité publique                                                                 |     | Ahmat Mahamat Bachir             | MPS   |
| Ministre de l’Environnement, de l’Eau et des Ressources halieutiques                                               |     | Khadidja Abdelkader              |       |
| Ministre des Finances et du Budget                                                                                 |     | Abakar Mallah Mourcha            |       |
| Ministre de l’Économie et du Plan                                                                                  |     | Ousman Matar Breme               |       |
| Ministre de l’Élevage et des Ressources animales                                                                   |     | Mahamat Ali Abdallah Nassour     |       |
| Ministre de la Santé publique                                                                                      |     | Avocksouma Djona                 |       |
| Ministre de l'Éducation nationale                                                                                  |     | Abderaman Koko                   |       |
| Ministre de l’Enseignement supérieur, de la Recherche scientifique et de la Formation professionnelle              |     | Oumar Idriss Alfaroukh           |       |
| Ministre de l’Agriculture                                                                                          |     | Naïmbaye Lossimian               |       |
| Ministre des Mines et de l’Énergie                                                                                 |     | Emmanuel Nadingar                | MPS   |
| Ministre du Pétrole                                                                                                |     | Mahamat Nasser Hassan            |       |
| Ministre de l’Aménagement du territoire, de l’Urbanisme et de l’Habitat                                            |     | Hamid Mahamat Dahalop            |       |
| Ministre de l’Action sociale, de la Solidarité nationale et de la Famille                                          |     | Ngarbatina Carmel Sou IV         |       |
| Ministre chargé des Droits de l’Homme et des Promotions des libertés                                               |     | Fatimé Issa Ramadan              |       |
| Ministre de la Fonction publique et du Travail                                                                     |     | Fatimé Tchombi                   |       |
| Ministre des Postes et des Technologies de l’information et de la communication                                    |     | Albert Pahimi Padacké            |       |
| Ministre du Commerce, de l’Industrie et de l’Artisanat                                                             |     | Mahamat Abdoulaye Mahamat        |       |
| Ministre chargé du Contrôle général d’État et de la Moralisation                                                   |     | Mahamat Bechir Okormi            |       |
| Ministre de la Culture, de la Jeunesse et des Sports                                                               |     | Djibert Younous                  | MPS   |
| Ministre du Développement touristique                                                                              |     | Ahmat Barkaï Animi               |       |
| Ministre délégué auprès du Premier ministre chargé de la Décentralisation                                          |     | Abderamane Djasnabaille          |       |
| Ministre secrétaire général du gouvernement, chargé des Relations avec l’Assemblée nationale                       |     | Kalzeubé Pahimi Deubet           | MPS   |
| Secrétaire d’État aux Relations Extérieures, Chargé de la Coopération Internationale et de l’Intégration Africaine |     | Djidda Moussa Outman             |       |
| Secrétaire d’État à la Défense nationale chargé des Anciens combattants et Victimes de guerre                      |     | Hassan Saleh Algadam Al Djineidi |       |
| Secrétaire d’État à l’Agriculture, chargé de la Formation professionnelle et de la Sécurité Alimentaire            |     | Haoua Outman Djamé               | MPS   |
| Secrétaire d’État à l’Économie et au Plan, chargé de la Micro-finance et de Lutte contre la pauvreté               |     | Aziza Baroud                     |       |
| Secrétaire d’État aux Finances, chargé du Budget                                                                   |     | Oumar Boukar Gana                |       |
| Secrétaire d’Etat aux Infrastructures, Chargé des Transports                                                       |     | Hassan Terap                     |       |
| Secrétaire d’État à l’Environnement, Chargé de l’Hydraulique Villageoise et Pastorale                              |     | Tahar Sougoudi                   |       |
| Secrétaire d’État à l’Éducation nationale, chargé de l’Enseignement de base                                        |     | Hapsita Alboukhari               |       |
| Secrétaire général adjoint du gouvernement, Chargé des Relations avec l’Assemblée nationale                        |     | Yaya Dillo Djeroua               |       |

### Remaniement du 14 septembre 2008
Les nouveaux ministres sont indiqués en gras, ceux ayant changé d'attributions en italique.
| Portefeuille | Nom | Nom                              | Parti |
| --- | --- | -------------------------------- | ----- |
| Premier ministre                                                                                                   |     | Youssouf Saleh Abbas             |       |
| Ministre de la Défense nationale                                                                                   |     | Kamougué Wadal Abdelkader        |       |
| Ministre des Relations extérieures                                                                                 |     | Moussa Faki Mahamat              |       |
| Ministre de la Justice, Garde des Sceaux                                                                           |     | Jean Bawoyeu Alingue             |       |
| Ministre de la Communication, porte-parole du Gouvernement                                                         |     | Mahamat Hissein                  | MPS   |
| Ministre des Infrastructures                                                                                       |     | Adoum Younousmi                  | MPS   |
| Ministre de l’Intérieur et de la Sécurité publique                                                                 |     | Ahmat Mahamat Bachir             | MPS   |
| Ministre de l’Environnement, de l’Eau et des Ressources halieutiques                                               |     | Ali Souleymane Dabié             |       |
| Ministre des Finances et du Budget                                                                                 |     | Ngata Ngoulou                    |       |
| Ministre de l’Économie et du Plan                                                                                  |     | Ousman Matar Breme               |       |
| Ministre de l’Élevage et des Ressources animales                                                                   |     | Mahamat Ali Abdallah Nassour     |       |
| Ministre de la Santé publique                                                                                      |     | Avocksouma Djona                 |       |
| Ministre de l’Éducation nationale                                                                                  |     | Abderaman Koko                   |       |
| Ministre de l’Enseignement supérieur, de la Recherche scientifique et de la Formation professionnelle              |     | Oumar Idriss Alfaroukh           |       |
| Ministre de l’Agriculture                                                                                          |     | Naïmbaye Lossimian               |       |
| Ministre des Mines et de l’Énergie                                                                                 |     | Yaya Dillo                       | MPS   |
| Ministre du Pétrole                                                                                                |     | Mahamat Nasser Hassan            |       |
| Ministre de l’Aménagement du territoire, de l’Urbanisme et de l’Habitat                                            |     | Hamid Mahamat Dahalop            |       |
| Ministre de l’Action sociale, de la Solidarité nationale et de la Famille                                          |     | Ngarbatina Carmel Sou IV         |       |
| Ministre chargé des Droits de l’Homme et des Promotions des libertés                                               |     | Abdramane Djasbaille             |       |
| Ministre de la Fonction publique et du Travail                                                                     |     | Fatimé Tchombi                   |       |
| Ministre des Postes et des Technologies de l’information et de la communication                                    |     | Pahimi Padacké Albert            |       |
| Ministre du Commerce, de l’Industrie et de l’Artisanat                                                             |     | Fatimé Issa Ramadane             |       |
| Ministre chargé du Contrôle général d’État et de la Moralisation                                                   |     | Mahamat Bechir Okormi            |       |
| Ministre de la Culture, de la Jeunesse et des Sports                                                               |     | Djibert Younous                  | MPS   |
| Ministre du Développement Touristique                                                                              |     | Ahmat Barkaï Animi               |       |
| Ministre délégué auprès du Premier ministre chargé de la Décentralisation                                          |     | Emmanuel Nadingar                | MPS   |
| Ministre secrétaire général du gouvernement, Chargé des Relations avec l’Assemblée nationale                       |     | Limane Mahamat                   |       |
| Secrétaire d’Etat aux Relations extérieures, Chargé de la Coopération internationale et de l’Intégration africaine |     | Djidda Moussa Outman             |       |
| Secrétaire d’État à la Défense nationale chargé des Anciens combattants et Victimes de guerre                      |     | Hassan Saleh Algadam Al Djineidi |       |
| Secrétaire d’État à l’Agriculture, chargé de la Formation proofessionnelle et de la Sécurité Alimentaire           |     | Kadidja Abdelkader               |       |
| Secrétaire d’État à l’Économie et au Plan, chargé de la Micro-finance et de Lutte contre la pauvreté               |     | Aziza Baroud                     |       |
| Secrétaire d’État aux Finances, chargé du Budget                                                                   |     | Oumar Boukar Gana                |       |
| Secrétaire d’État aux Infrastructures, chargé des Transports                                                       |     | Hassan Terap                     |       |
| Secrétaire d’État à l’Environnement, chargé de l’Hydraulique villageoise et pastorale                              |     | Mahamat Mamadou Ady              |       |
| Secrétaire d’État à l’Éducation nationale, chargé de l’Enseignement de base                                        |     | Hapsita Alboukhari               |       |
| Secrétaire d’Etat chargé des Formations sanitaires                                                                 |     | Taher Sougoudi                   |       |

### Remaniement du 24 mars 2009
Les nouveaux ministres sont indiqués en gras, ceux ayant changé d'attributions en italique.
| Portefeuille | Nom | Nom                              | Parti |
| --- | --- | -------------------------------- | ----- |
| Premier ministre                                                                                                   |     | Youssouf Saleh Abbas             |       |
| Ministre de la Défense nationale                                                                                   |     | Kamougué Wadal Abdelkader        |       |
| Ministre des Relations extérieures                                                                                 |     | Moussa Faki Mahamat              |       |
| Ministre de la Justice, Garde des Sceaux                                                                           |     | Jean Bawoyeu Alingue             |       |
| Ministre de la Communication, porte-parole du gouvernement                                                         |     | Mahamat Hissein                  | MPS   |
| Ministre des Infrastructures                                                                                       |     | Adoum Younousmi                  | MPS   |
| Ministre de l’Intérieur et de la Sécurité publique                                                                 |     | Ahmat Mahamat Bachir             | MPS   |
| Ministre de l’Environnement, de l’Eau et des Ressources halieutiques                                               |     | Ali Souleymane Dabié             |       |
| Ministre des Finances et du Budget                                                                                 |     | Ngata Ngoulou                    |       |
| Ministre de l’Économie et du Plan                                                                                  |     | Ousman Matar Breme               |       |
| Ministre de l’Élevage et des Ressources animales                                                                   |     | Mahamat Bechir Okormi            |       |
| Ministre de la Santé publique                                                                                      |     | Ngombaye Djaïbé                  |       |
| Ministre de l’Éducation nationale                                                                                  |     | Abderaman Koko                   |       |
| Ministre de l’Enseignement supérieur, de la Recherche scientifique et de la Formation professionnelle              |     | Ahmad Taboye                     |       |
| Ministre de l’Agriculture                                                                                          |     | Naïmbaye Lossimian               |       |
| Ministre des Mines et de l’Énergie                                                                                 |     | Mahamat Ali Abdallah             | MPS   |
| Ministre du Pétrole                                                                                                |     | Mahamat Nasser Hassan            |       |
| Ministre de l’Aménagement du territoire, de l’Urbanisme et de l’Habitat                                            |     | Hamid Mahamat Dahalop            |       |
| Ministre de l’Action sociale, de la Solidarité nationale et de la Famille                                          |     | Ngarbatina Carmel Sou IV         |       |
| Ministre chargé des Droits de l’Homme et des Promotions des libertés                                               |     | Abdramane Djasbaille             |       |
| Ministre de la Fonction publique et du Travail                                                                     |     | Fatimé Tchombi                   |       |
| Ministre des Postes et des Technologies de l’information et de la communication                                    |     | Pahimi Padacké Albert            |       |
| Ministre du Commerce, de l’Industrie et de l’Artisanat                                                             |     | Mahamat Ali Hassan               |       |
| Ministre de la Culture, de la Jeunesse et des Sports                                                               |     | Djibert Younous                  | MPS   |
| Ministre du Développement Touristique                                                                              |     | Ahmat Barkaï Animi               |       |
| Ministre délégué auprès du Premier ministre chargé de la Décentralisation                                          |     | Emmanuel Nadingar                | MPS   |
| Ministre secrétaire général du gouvernement, chargé des Relations avec l’Assemblée nationale                       |     | Limane Mahamat                   | MPS   |
| Secrétaire d’Etat aux Relations Extérieures, Chargé de la Coopération Internationale et de l’Intégration Africaine |     | Djidda Moussa Outman             |       |
| Secrétaire d’État à la Défense nationale chargé des Anciens combattants et Victimes de guerre                      |     | Hassan Saleh Algadam Al Djineidi |       |
| Secrétaire d’État à l’Agriculture, chargé de la Formation professionnelle et de la Sécurité Alimentaire            |     | Kadidja Abdelkader               |       |
| Secrétaire d’État à l’Économie et au Plan, chargé de la Micro-finance et de Lutte contre la pauvreté               |     | Aziza Baroud                     |       |
| Secrétaire d’État aux Finances, chargé du Budget                                                                   |     | Oumar Boukar Gana                |       |
| Secrétaire d’État aux Infrastructures, chargé des Transports                                                       |     | Hassan Terap                     |       |
| Secrétaire d’État à l’Environnement, chargé de l’Hydraulique villageoise et pastorale                              |     | Mahamat Mamadou Ady              |       |
| Secrétaire d’État à l’Education nationale, chargé de l’Enseignement de base                                        |     | Hapsita Alboukhari               |       |
| Secrétaire d’État chargé des Formations sanitaires                                                                 |     | Mahadié Outman Issa              |       |
| Secrétaire d’État chargé de la Sécurité                                                                            |     | Mahamat Béchir Chérif Daoussa    |       |
| Secrétaire d’État chargé de la Santé                                                                               |     | Ngolona Goundoul                 |       |